# Neochthonius
Neochthonius es un género de arácnido  del orden Pseudoscorpionida de la familia Chthoniidae.

## Especies
Las especies de este género son:
- Neochthonius amplus (Schuster, 1962)
- Neochthonius decoui
- Neochthonius imperialis Muchmore, 1996
- Neochthonius stanfordianus Chamberlin, 1929
- Neochthonius troglodytes Muchmore, 1969